# Faras (stanowisko archeologiczne)
Faras – stanowisko archeologiczne znajdujące się na terenie starożytnej i średniowiecznej miejscowości Faras w Nubii (w dzisiejszym północnym Sudanie), położone na zachodnim brzegu Nilu. Obecnie zalane wodami Jeziora Nasera. Faras zamieszkane było od okresu Średniego Państwa do 1964, kiedy to obszar ten znalazł się pod wodami sztucznego jeziora. Zajmowało obszar o długości ok. 300 m i szerokości ok. 180 m. Było otoczone murem obronnym. Na szczycie tzw. Wielkiego Komu, sztucznego pagórka usypanego w czasach arabskich, znajdowała się cytadela.

## Pierwsze wykopaliska

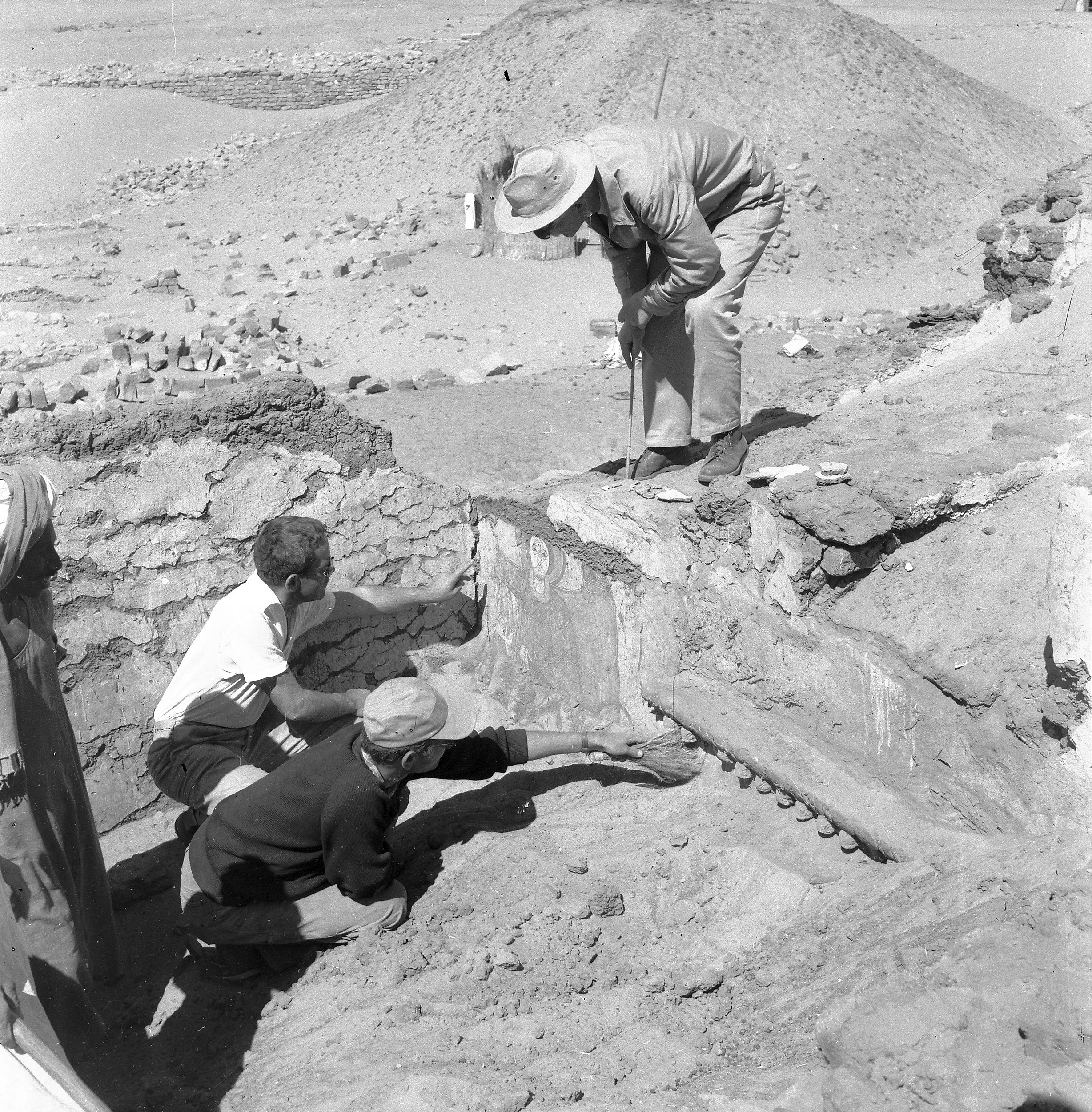
Archeolodzy odsłaniający faraskie malowidło

Pierwsze badania archeologiczne były prowadzone przez Geoffreya S. Milehama z Uniwersytetu Pensylwanii w latach 1908–1909 – zbadano wtedy zachodnią część miasta (w której znajdowały się m.in. kościoły Północny i Południowy). W latach 1909–1912 pod kierownictwem Francisa Ll. Griffitha z Uniwersytetu Oksfordzkiego przeprowadzono kolejne wykopaliska. Znaleziono wówczas nekropole meroickie i chrześcijańskie, świątynie egipskie, mury forteczne i zabudowę wokół centrum.

## Wykopaliska w ramach międzynarodowej akcji ratowania zabytków w Nubii

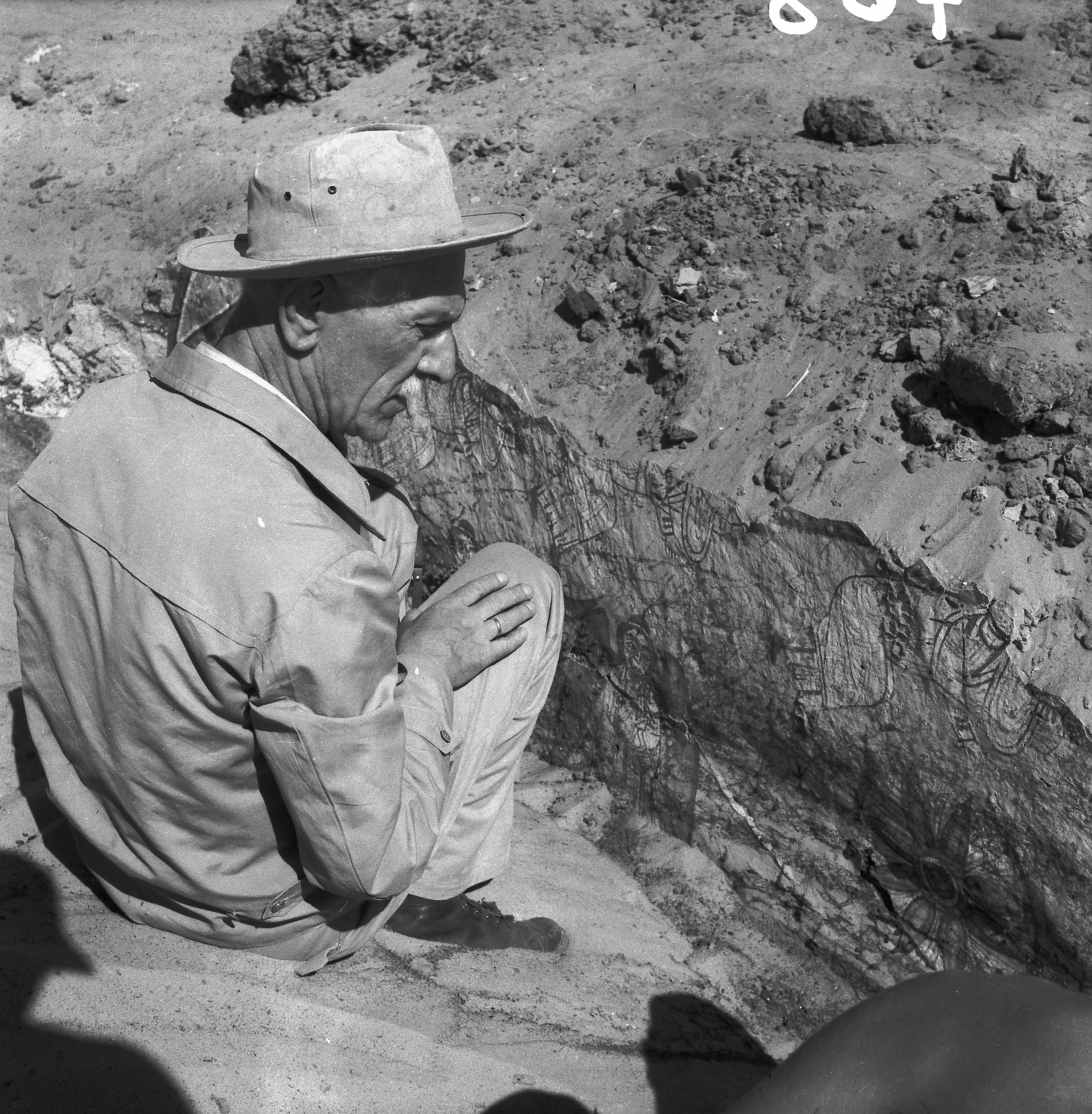
Prof. Michałowski podczas wykopalisk w Faras

Wraz z podjęciem decyzji przez rząd egipski o budowie Wysokiej Tamy Asuańskiej, pojawiła się kwestia ocalenia licznych zabytków archeologicznych na terenie mającym znaleźć się pod wodami przyszłego sztucznego jeziora Nasera. W związku z tym podjęto liczne działania mające doprowadzić do uratowania i zbadania jak największej liczby obiektów. UNESCO rozpoczęło międzynarodową akcję ratowania zabytków w Nubii, w której wzięły udział ekspedycje ze wszystkich państw, które w tamtym czasie przeprowadzały wykopaliska w Egipcie, jak i z krajów, które nigdy wcześniej nie działały archeologicznie w tym rejonie.
W 1960 w ramach przygotowań do tej akcji William Y. Adams przeprowadził w Faras prospekcję archeologiczną.
Rok później w Faras wykopaliska zaczęła polska ekspedycja z ramienia Centrum Archeologii Śródziemnomorskiej Uniwersytetu Warszawskiego pod kierownictwem prof. Kazimierza Michałowskiego. Wybrano to stanowisko spośród kilku innych proponowanych. Wykopy zdecydowano się rozpocząć w miejscu, w którym przerwał je Griffith przed I wojną światową. Pierwsza wyprawa obliczona była na cztery tygodnie - w tym czasie znaleziono wiele bloków świątynnych z okresu Nowego Państwa. Prof. Michałowski postanowił zbadać zawartości komu, uważając go za sztuczny twór. Z racji krótkiego czasu trwania ekspedycji podjął decyzję o wkopaniu się we wzgórze z zachodu, a później od strony wschodniej, w taki sposób, aby osiągnąć jego rdzeń bez odkrywania ruin z wyższych warstw, które należałoby starannie udokumentować, co opóźniałoby dalsze badania. Odnaleziono wtedy ponad 100 bloków z okresu Nowego Państwa, a w samym środku komu chrześcijańską katedrę (o wymiarach 24,5 na 24 m), z której odkryto wtedy okno, stele grobowe kilku biskupów oraz kaplicę grobową biskupa Joannesa, w której znajdowały się dwa malowidła - Archanioła Michała oraz Matki Boskiej z Dzieciątkiem. Podczas misji zbadano również kościół przy Bramie Rzecznej, monaster oraz kościół w północnej części cytadeli. Na tym zakończyła się pierwsza kampania. Oprócz prof. Michałowskiego wzięli w niej udział: J. Bielska, Tadeusz Biniewski, Wiesław Koziński, Władysław Kubiak, Marek Marciniak, Antoni Ostrasz oraz Barbara Ruszczyc.
Druga kampania miała miejsce jesienią tego samego roku, skupiała się na rozebraniu ruin cytadeli arabskiej, znajdującej się na szczycie wzgórza oraz na odkopaniu murów katedry z zewnątrz. W tym czasie znaleziono m.in. nekropolę biskupów, stele fundacyjne katedry, pałacu eparchów, kościoła na południowym stoku oraz następne malowidła - Archanioła Michała z mieczem i św. Merkuriosa na koniu przebijającego Juliana Apostatę. Ponownie kierownikiem został prof. Michałowski, a do zespołu dołączył koptolog Stefan Jakobielski oraz architekt T. Mrówka.
Trzecia kampania, rozpoczęta jesienią 1962, przyniosła odkrycie ponad 120 malowideł w samej katedrze, dwóch monasterów, jednego pod drugim, jak i wielu zabytków ruchomych. Oczyszczono wtedy całkowicie wnętrze katedry.
Podczas czwartej kampanii, na przełomie lat 1963 i 1964, dokonano demontażu malowideł i murów katedry, w celu przeprowadzenia pod nią wykopów. Wtedy też ewakuowano wszystkie pozostałe zabytki. Część eksponatów trafiła do Muzeum Narodowego w Chartumie. Druga część do Muzeum Narodowego w Warszawie, gdzie jest eksponowana jako Galeria Faras.
Wykopaliska w Faras zostały nazwane „jednym z najgłośniejszych zwycięstw międzynarodowej akcji ratowania zabytków w Nubii”.